# Beyond the Black
Beyond the Black ist eine 2014 gegründete und gecastete deutsche Symphonic-Metal-Band. Ihre Mitglieder stammen aus St. Wendel, Bamberg, Bayreuth, Kronach und Oberhausen.

## Geschichte
Gegründet wurde die Band 2014 in Mannheim. Sie bestand anfangs aus Sängerin Jennifer Haben, den beiden Gitarristen Christopher Hummels und Nils Lesser, Keyboarder Michael Hauser, Bassist Erwin Schmidt und Schlagzeuger Tobias Derer. Bis auf Jennifer Haben und Christopher Hummels haben alle Musiker an der Popakademie Baden-Württemberg studiert. Ihre ersten Live-Auftritte hatte das Sextett auf dem Wacken Open Air 2014, nachdem die Organisatoren des Musikfestivals einige Demoaufnahmen der Band gehört hatten. Es folgten Auftritte auf dem Hamburg Metal Dayz-Festival (November 2014) sowie als Vorband für Saxon in Großbritannien (Februar 2015).
Am 13. Februar 2015 wurde mit Songs of Love and Death das Debütalbum der Gruppe veröffentlicht. Es wurde von Sascha Paeth von Avantasia produziert. Eine Woche später, am 20. Februar 2015, trat die Band mit dem Lied In the Shadows im Sat.1 Frühstücksfernsehen auf. Am 10. Mai 2015 trat Jennifer Haben im ZDF-Fernsehgarten mit dem Song Love Me Forever auf. Vom 13. bis 16. Mai 2015 absolvierte die Band ihre erste Club-Tournee durch Deutschland, gefolgt von einem Auftritt beim Wave-Gotik-Treffen am 23. Mai 2015 in Leipzig. Am 31. Mai 2015 spielte die Band in Gelsenkirchen bei Rock im Revier.
Christopher Hummels und Jennifer Haben traten auf dem Wacken Open Air 2015 gemeinsam mit Rock Meets Classic auf. Im Dezember des gleichen Jahres kündigten Beyond The Black an, die Scorpions bei den deutschen Terminen ihrer 50th-Anniversary-World-Tour zu begleiten. Gleichzeitig wurde das zweite Album Lost in Forever angekündigt, welches am 12. Februar 2016 erschien. Im Juli 2016 wurde auf der Website der Band bekannt gegeben, dass Jennifer Haben und die restlichen Musiker der Band sich trennen, die feststehenden Tourtermine jedoch wahrnehmen würden.
Die neue, feste Besetzung der Band wurde Anfang November 2016 bekannt gegeben. Am 13. Januar 2017 wurde das zweite Album der Band als Tour Edition, die vier zusätzliche Songs enthält, neu veröffentlicht. Im Frühjahr 2018 verließ Keyboarder Jonas Roßner die Band aus privaten Gründen. Am 31. August 2018 wurde das Album Heart of the Hurricane veröffentlicht. Ende 2018 begleiteten sie die Symphonic-Metal-Band Within Temptation bei Konzerten in Deutschland. Am 26. Dezember 2018 trat die Band beim Dämonentanz der befreundeten Band Hämatom im Musikcenter in Trockau auf. 2019 ging die Band mit dem Album Heart of the Hurricane auf Europatournee und veröffentlichte neben einer Black Edition des Albums mit drei neuen Songs auch ein Video zu dem Lied Through the Mirror.
Im Juni 2020 veröffentlichte die Band das Album Horizons, das in Deutschland auf Platz 3 der Charts einstieg. Ende Februar 2021 verließ Stefan Herkenhoff die Band.  Am 17. April 2021 gab die Band, aufgrund der anhaltenden Einschränkungen während der Corona-Pandemie, ein vielbeachtetes Akustik-Konzert per Live-Stream unter dem Titel "Origins - The Online Acoustic Experience".
Im Juni und August 2022 veröffentlichte die Band die beiden Singles Reincarnation und Is Anybody Out There?. Diese wurden Teil ihres am 13. Januar 2023 veröffentlichten Albums Beyond The Black. Am 28. Juli 2023 wurde die Single Call My Name veröffentlicht.
Am 20. Juni 2025 wurde die Single "Rising High" inkl. dazugehörenden Musikvideo veröffentlicht, welche Teil des am 09. Januar 2026 erscheinenden sechsten Studio-Album "Break the Silence" sein wird.

## Stil

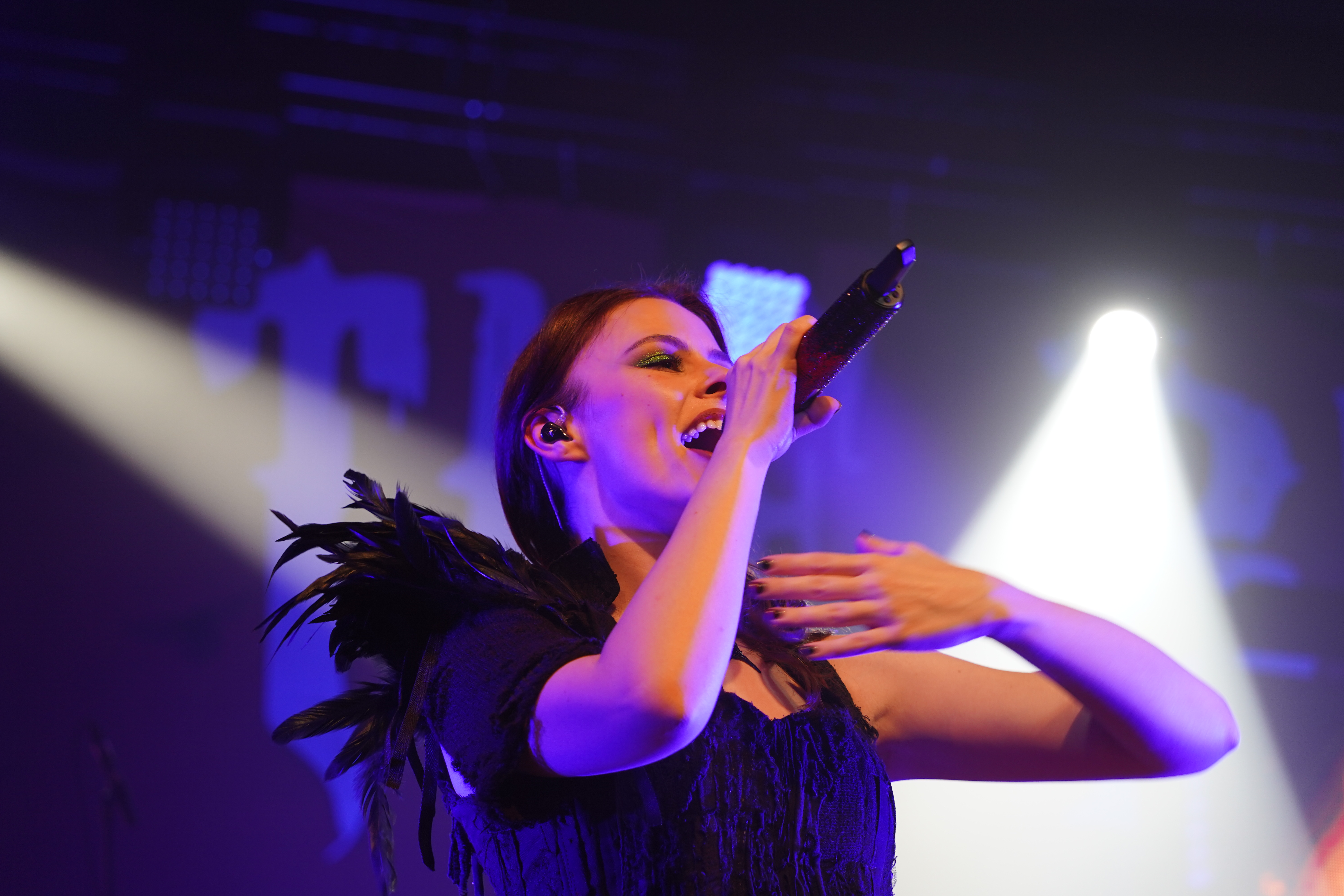
Jennifer Haben auf der „Dancing In The Dark“-Tour in Stuttgart 2024

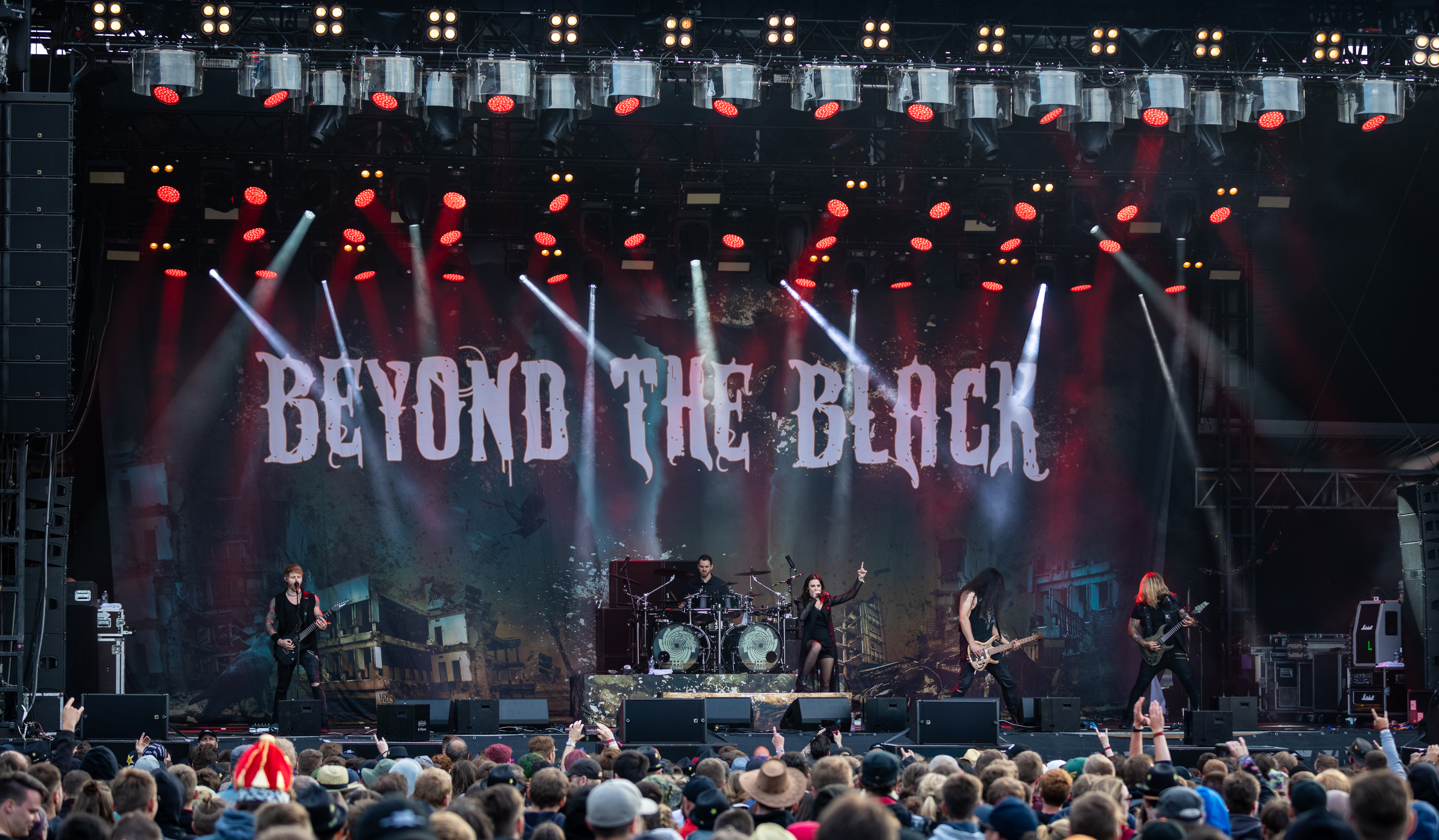
Beyond the Black live bei Rock am Ring 2019

Die Musik von Beyond the Black kann mit Within Temptation, Amaranthe und Nightwish verglichen werden. Dabei spielt die Gruppe eine klassische Variante des Symphonic Metal unter Anwendung von charakteristischen Elementen wie orchestraler Unterstützung und Piano. Mit Heart of the Hurricane und insbesondere mit Horizons traten die Metal-Elemente in den Hintergrund und die Band entwickelte sich zwischenzeitlich in eine Pop- bzw. Rock-Richtung weiter. Mit dem Album "Beyond the Black" wurden jedoch wieder mehr Hardrock- bzw. Metal-Elemente integriert.

## Trivia
Sängerin Jennifer Haben wurde 2007 zur KiKA LIVE Beste Stimme gekürt und war 2010 bis 2011 bei der Girlgroup Saphir.
Christopher „Christo“ Hummels spielte vor Beyond the Black bei Fall in Grace. Offiziell ist er noch Mitglied der Band, die seit dem Debüt von Beyond the Black jedoch nicht mehr in Erscheinung trat.
Der Song Night Will Fade diente 2017 als Titelsong zum Film Die Ketzerbraut, in dem Sängerin Jennifer Haben auch einen Kurzauftritt hatte.

## Auszeichnungen
- 2015: Songs of Love and Death als bestes Debütalbum bei den Metal Hammer Awards

## Galerie

Beyond the Black, European Co-Headline Tour 2022
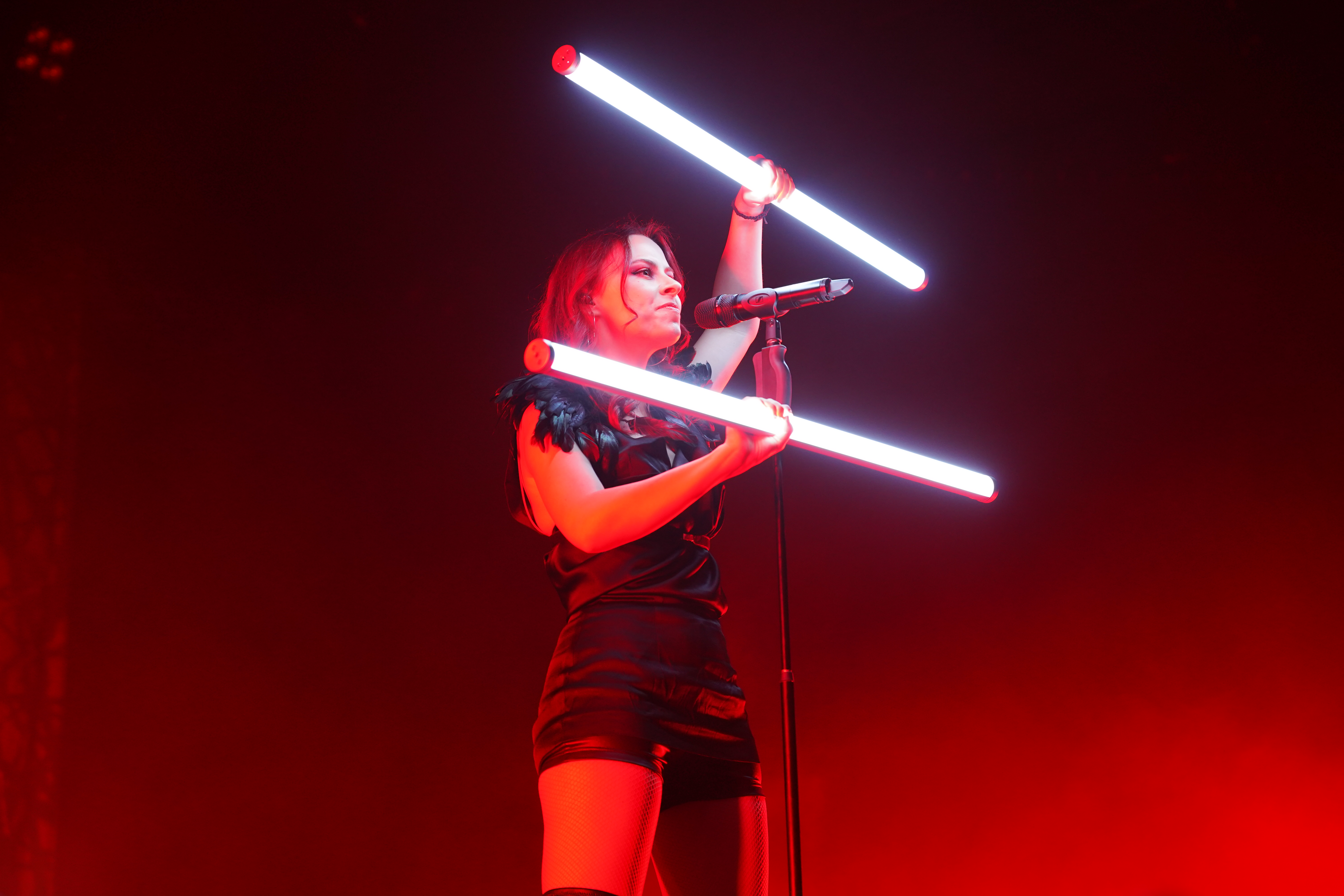
Sängerin Jennifer Haben
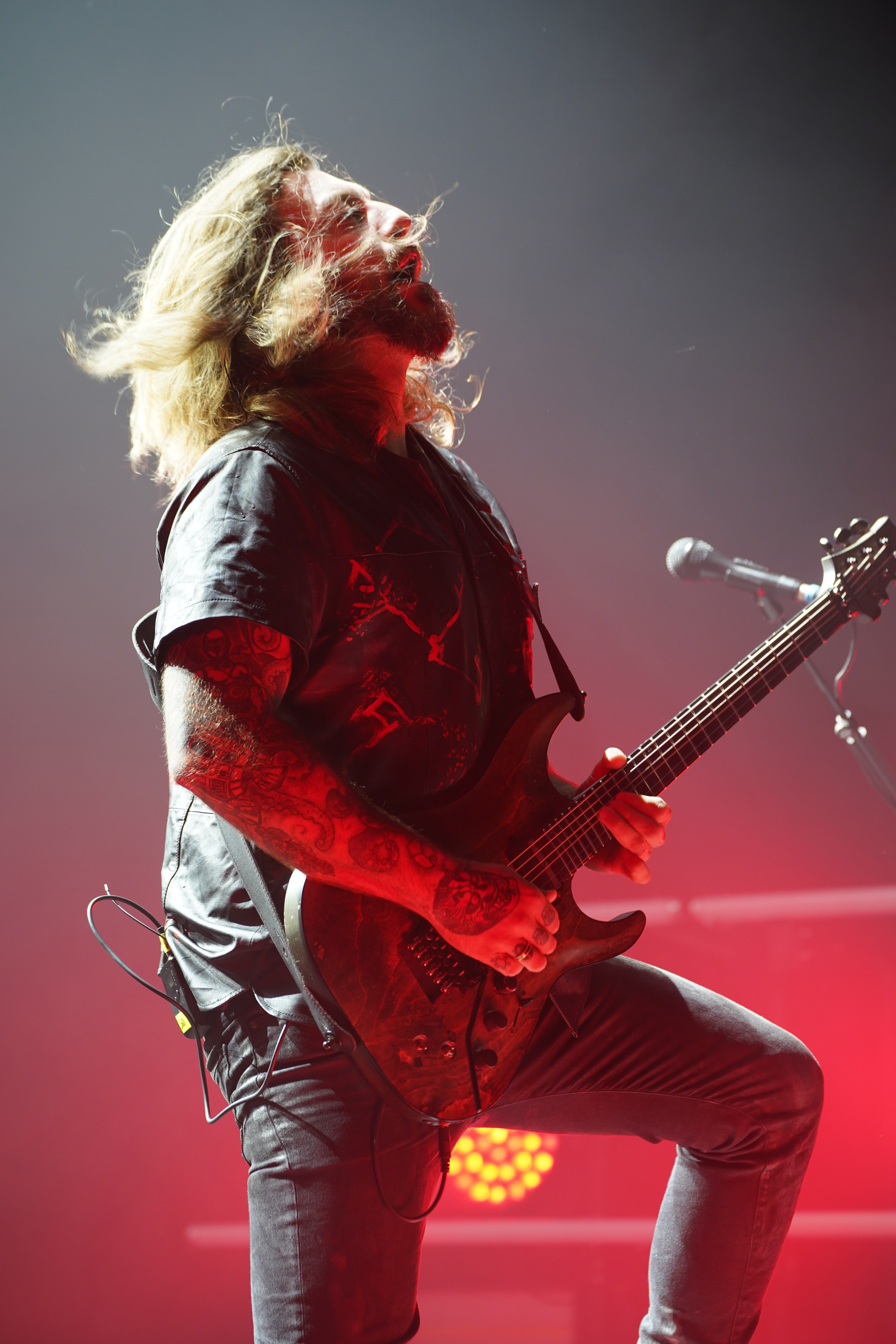
Sänger und Gitarrist Chris Hermsdörfer
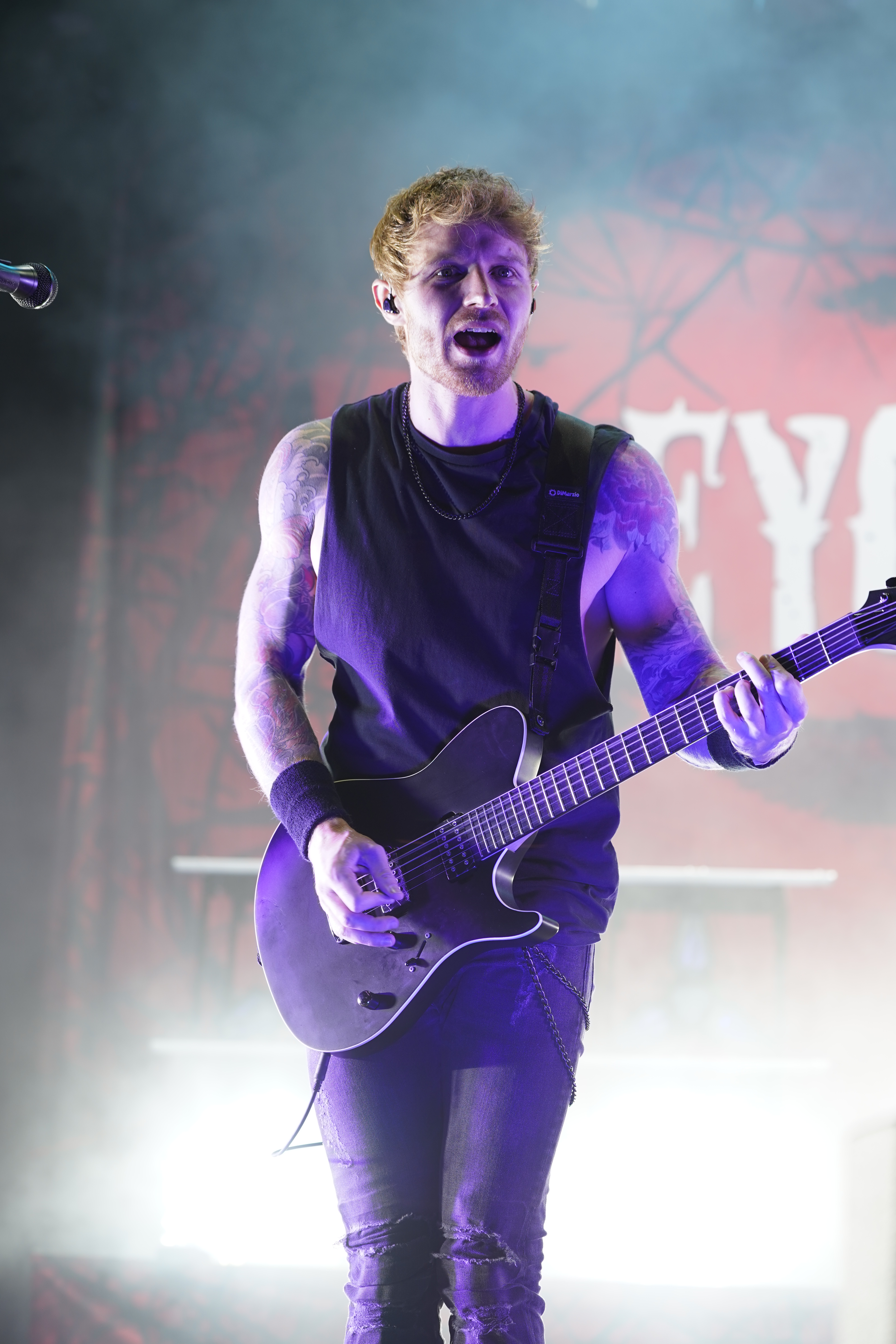
Sänger und Gitarrist Tobias Lodes
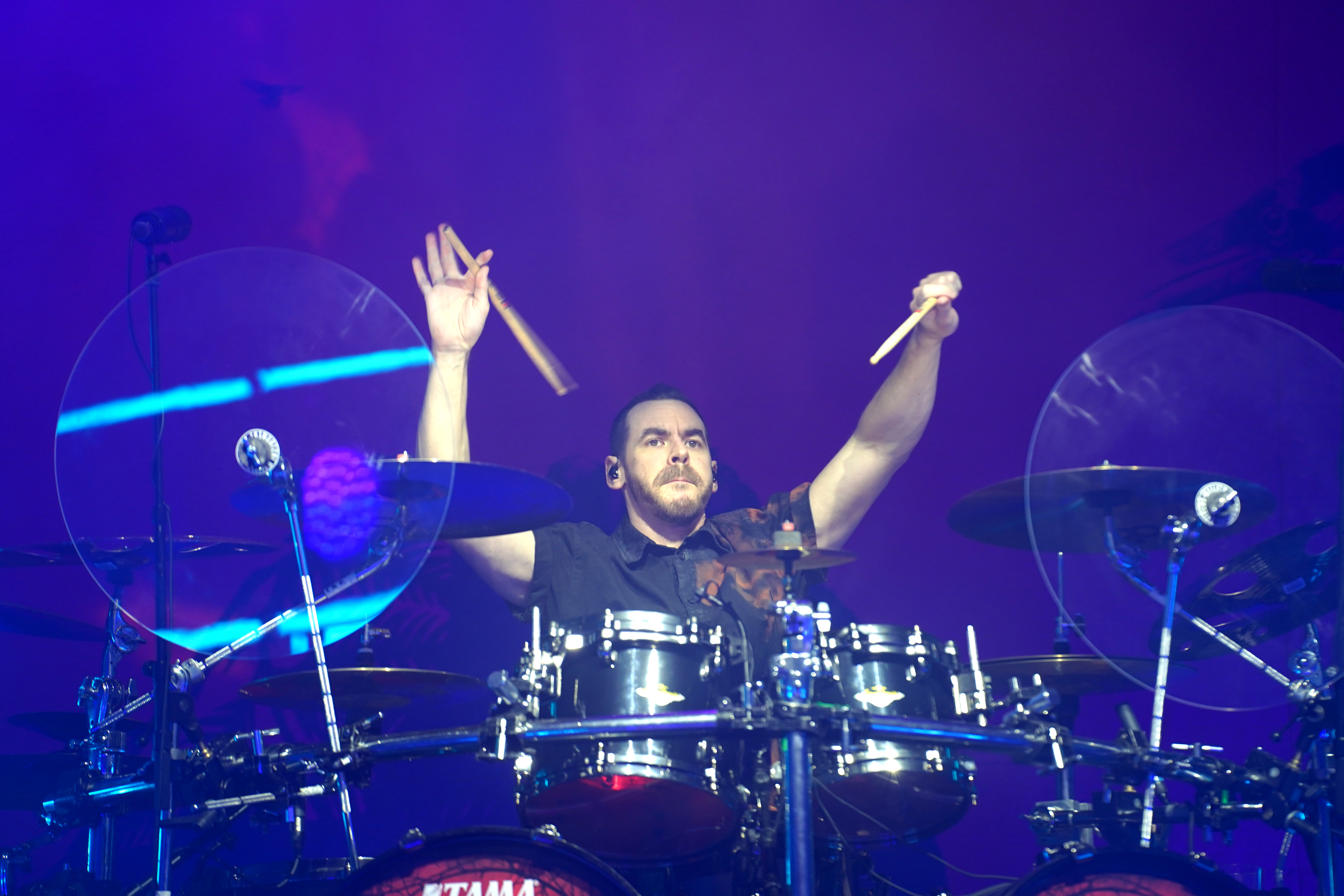
Schlagzeuger Kai Tschierschky

## Diskografie
Studioalben

| Jahr | Titel Musiklabel                            | Höchstplatzierung, Gesamtwochen, AuszeichnungChartplatzierungen (Jahr, Titel, Musiklabel, Platzierungen, Wochen, Auszeichnungen, Anmerkungen) | Höchstplatzierung, Gesamtwochen, AuszeichnungChartplatzierungen (Jahr, Titel, Musiklabel, Platzierungen, Wochen, Auszeichnungen, Anmerkungen) | Höchstplatzierung, Gesamtwochen, AuszeichnungChartplatzierungen (Jahr, Titel, Musiklabel, Platzierungen, Wochen, Auszeichnungen, Anmerkungen) | Anmerkungen                            |
| Jahr | Titel Musiklabel                            | DE | AT | CH | Anmerkungen                            |
| ---- | ------------------------------------------- | --- | --- | --- | -------------------------------------- |
| 2015 | Songs of Love and Death We Love Music (UMG) | DE12 (10 Wo.)DE | AT21 (4 Wo.)AT | CH51 a (2 Wo.)CH | Erstveröffentlichung: 13. Februar 2015 |
| 2016 | Lost in Forever We Love Music (UMG)         | DE4 (8 Wo.)DE | AT21 (3 Wo.)AT | CH28 (2 Wo.)CH | Erstveröffentlichung: 12. Februar 2016 |
| 2018 | Heart of the Hurricane We Love Music (UMG)  | DE5 (21 Wo.)DE | AT28 (1 Wo.)AT | CH14 (5 Wo.)CH | Erstveröffentlichung: 31. August 2018  |
| 2020 | Hørizøns We Love Music (UMG)                | DE3 (9 Wo.)DE | AT16 (1 Wo.)AT | CH6 (4 Wo.)CH | Erstveröffentlichung: 19. Juni 2020    |
| 2023 | Beyond the Black Nuclear Blast (RTD)        | DE2 (4 Wo.)DE | AT14 (1 Wo.)AT | CH6 (2 Wo.)CH | Erstveröffentlichung: 13. Januar 2023  |